# Analytisk kemi
Analytisk kemi beskæftiger sig med at analysere materialeprøver, med det formål at fastslå prøvens kemiske sammensætning.
Der er to hovedområder indenfor kemisk analyse:
- Kvalitativ analyse, der søger at fastslå tilstedeværelsen af et givent grundstof eller en kemisk forbindelse.
- Kvantitativ analyse, der søger at fastslå mængden eller stofmængdekoncentrationen af et grundstof eller en forbindelse i prøven.